# Cerkev Marijinega obiskanja, Špitalič pri Slovenskih Konjicah
Cerkev Marijinega obiskanja v Špitaliču pri Slovenskih Konjicah je po svojem izvoru zgodnjegotska, tako imenovana ecclesia minor (cerkev laičnih bratov) Žičke kartuzije, ki se nahaja višje v dolini sv. Janeza Krstnika.

## Kartuzijanskaspodnja hiša
V Špitaliču je istočasno kot zgornji samostan (domus superior) v Žički kartuziji, nastal po zgledu francoskih kartuzij, spodnji samostan (domus inferior) za brate laike z malo cerkvijo (ecclesia minor), to je okoli 1160. Najstarejši podatek za spodnjo hišo je iz leta 1177, ko je papež Aleksander III. pisal menihom, da prosi vojvodo Otakarja, naj pomaga pri gradnji obeh samostanov. Gradnja je potekala še tudi leta 1185. Samostansko gospodarstvo je obsegalo hleve, skednje, steklarno, opekarno ter gostišče s špitalom. Od tod tudi ime Špitalič, izpričano leta 1185. Spodni samostan je bil opuščen v 15. stoletju, ko so se laiki pred turškimi vpadi zatekli v zgornjo hišo. Hospital je leta 1610 še obstajal, v 17. stoletju pa je lekarnar-zdravnik, z lekarno že bival v zgornjem samostanu.

## Zgodovina
Gradnja cerkve na tem mestu je povezana z gradnjo Žičke kartuzije, ki so jo kartuzijani začeli graditi leta 1160 in jo v prvotnem obsegu dokončali 1164, ter je bila zgrajena v dveh delih, kot Zgornji samostan za menihe duhovnike in kot Spodnji samostan kjer so živeli menihi konverzi - laiki.
Cerkev v Špitaliču je bila v osnovi zgrajena leta 1164, služila je samo za potrebe laičnih bratov samostana Žiče in jo je leta 1190 posvetil oglejski patriarh Gotfrid von Hohenstaufen. Cerkev je bila takrat brez zvonika in prižnice, z malo zakristijo in z vhodom iz cerkve na južni strani, kjer so bili samostanski prostori. 
K prvotni stavbi so v 19. stoletju dozidali večjo zakristijo z zunanjim vhodom. Leta 1839 so dozidali zvonik, kasneje pa pevski kor z vhodom in stopniščem. Takrat so tudi prenesli glavni portal, ki je bil poprej na levi strani ladje, na nov vhod pod zvonikom. 

### Arhitektura
Tako imenovana ecclesia minor (mala cerkev), je po prvotni zasnovi romanska. Danes ima izgled zgodnjegotske cerkve dvoranskega tipa s križnorebrastim obokom v ladji, nekoliko zoženim kvadratnim korom in dvopolno ladjo. Zunanji oporniki so nameščeni po vsej dolžini ladje in kora. Profili reber šilastega križnega oboka v ladji imajo ploske trakove, nanje pa je položena okrogla palica; profilacija slavoloka je podobna, vendar bogatejše členjena. Nad prej omenjenim kvadratnim korom je šilast obok z rebri trakaste oblike. V oknih  in glavnem portalu je še opaziti romanske (poznoromanske) polkrožne ločne oblike. Arhivolte v koru v notranjosti, kjer se nahaja dvosedežna niša (t. i. sedilije, namenjene mašniku), pa so že lepo zašiljene in nakazujejo gotiko. Te sedilije so tudi brez dvoma zgradili v istem času kot glavni zunanji portal (ki vsebuje tudi luneto z jagnjetom), kar dokazujejo profili baz sedmih v ostenje sestavljenih stebričev, ki so enaki bazam stebričev vhodnega portala, zgodnjegotski brstični kapiteli na njih pa so enaki kapitelom na desnem ostenju vhodnih vrat in kapitelom slavoloka.
Zgradba je eden najpomembnejših spomenikov slovenske pozne romanike, po izjemni kakovosti izvedbe pa med prvimi.